# Szürkedobozmodell
A matematikában, a statisztikában és a számítási modellezésben a szürkedobozmodell a részleges elméleti struktúrát adatokkal ötvözi a modell befejezéséhez. Az elméleti felépítés változhat az eredmények simaságára vonatkozó információktól kezdve azokon a modelleken át, amelyek csak az adatok vagy a meglévő szakirodalom paraméterértékeit igénylik. Így szinte az összes modell szürkedobozmodell, szemben a feketedobozzal, ahol nem feltételezzük a modell formáját, vagy a fehérdobozmodellek, amelyek pusztán elméleti jellegűek. Egyes modellek speciális formát öltenek, például lineáris regressziót vagy neurális hálót. Ezek speciális elemzési módszerekkel rendelkeznek. Különösen a lineáris regressziós technikák sokkal hatékonyabbak, mint a legtöbb nemlineáris technika.  A modell lehet determinisztikus vagy sztochasztikus (azaz véletlenszerű összetevőket tartalmazhat) attól függően, hogy mire akarjuk használni.

## Formanyomtatvány
Az általános eset egy nemlineáris modell, részleges elméleti felépítéssel és néhány ismeretlen részből, amelyek adatokból származnak. Az elméleti struktúrával ellentétes modelleket egyedileg kell értékelni, esetleg szimulált hőkezelési vagy genetikai algoritmusokkal.
Egy adott modellstruktúrán belül lehet, hogy meg kell találni a paramétereket  vagy a változó paraméterek relációit  Egy adott szerkezetben önkényesen feltételezzük, hogy az adatok takarmány vektorok F, termék vektorok p, illetve működő állapotban lévő vektorokból állnak. Általában c tartalmaz f-ből kivont értékeket, valamint egyéb értékeket. Sok esetben egy modell átalakítható a következő alakzat függvényévé: 
m (f, p, q)
ahol az m vektorfüggvény megadja a hibákat a p adatok és a modelljóslatok között. A q vektor ad néhány változó paramétert, amelyek a modell ismeretlen részei.
A q paraméterek a meghatározandó módon változnak a c működési körülményektől.  Ez az összefüggés q = Ac formátumban határozható meg, ahol A ismeretlen együtthatójú mátrix, és c, mint a lineáris regresszióban  tartalmaz egy állandó kifejezést és az eredeti működési feltételek esetlegesen átalakított értékeit a nemlineáris összefüggések megszerzéséhez  az eredeti működési feltételek és q között. Ezután ki kell választani, hogy az A mely tagjai nem nullák, és hozzárendelni az értékeiket. A modell befejezése optimalizálási problémává válik a nem nulla értékek meghatározására A-ban, amely minimalizálja az m (f, p, Ac) hibákat az adatok fölött.    

## Modell befejezése
Amint a nem nulla értékek kiválogatása megtörtént, a fennmaradó együtthatók A-ban meghatározhatóak m(f,p,Ac) minimalizálásával az adatokon keresztül, figyelembe véve a nem nulla értékeket A-ban, jellemzően a nem-lineáris legkisebb négyzetek segítségével. A nem nulla kifejezések kiválasztása optimalizálási módszerekkel történhet, például szimulált hőkezelési és evolúciós algoritmusokkal. Szintén a nem-lineáris legkisebb négyzetek az A elemeinek becsléseket nyújthat a pontosságra annak meghatározására, hogy azok jelentősen különböznek nullától, így biztosítva egy eljárás modell kiválasztását. 
Időnként lehetőség van q értékek kiszámítására minden adatsor esetében, közvetlenül vagy nemlineáris legkisebb négyzetek segítségével. Ezután a hatékonyabb lineáris regressziót lehet használni hogy megjósoljuk q értékét c használatával ezáltal kiválasztva a nem nulla értékeket A-ban és megbecsülni az értékeiket. Amikor a nem nulla értékek megtalálhatók, akkor az eredeti m (f, p, Ac) modellen nem lineáris legkisebb négyzetek használható ezen értékek finomítására.  
A harmadik eljárás a modellinverzió, amely átalakítja a nem-lineáris m (f, p, Ac) egy majdnem lineáris formába az A elemein belül, amit meg lehet vizsgálni hasznos modell választás és a lineáris regresszió értékelésével. A legegyszerűbb esetet nézve q értéke (q = a T c) és egy becsült q* q-nak. dq = aTc - q* eredménye egyenlő
m (f, p, a T c) = m (f, p, q * + d q) ≈ m (f, p.q *) + d q m '(f, p, q *) = m (f, p.q *) + (a T c - q *) m '(f, p, q *)
úgy, hogy aT most lineáris helyzetben van az összes többi ismert kifejezéssel, és így lineáris regressziós technikákkal elemezhető. Egynél több paraméter esetében a módszer közvetlen módon terjed.   Miután leellenőriztük hogy a modell fejlődött ez a folyamat ismételhető konvergenciáig. Ennek a megközelítésnek megvan az az előnye, hogy nincs szüksége a q paraméterekre ahhoz, hogy az egyedi adatsorból meghatározható legyen, és a lineáris regresszió az eredeti hibafeltételeken alapszik 

## A modell érvényesítése
Ahol elegendő adat áll rendelkezésre, ajánlott az adatok felosztása külön modell-konstrukcióra és egy vagy két értékelési halmazra. Ezt meg lehet ismételni a konstrukciókészlet többszörös kiválasztásával, és az eredményül kapott modelleket átlagoljuk vagy felhasználjuk az előrejelzési különbségek értékelésére.
Egy statisztikai teszt, például a Khí-négyzet eloszlás a maradékokon nem különösebben hasznos. A chi négyzet teszt megköveteli az ismert szórásokat, amelyek ritkán állnak rendelkezésre, és a sikertelen tesztek nem utalnak arra, hogy miként lehetne javítani a modellen. A beágyazott és a nem beágyazott modellek összehasonlítására számos módszer létezik. Ide tartozik a modelljóslások és az ismételt adatok összehasonlítása.
Egy próba megjósolni a maradékokat m(, ) a működési feltételek c segítségével lineáris regressziót használva megmutatja hogy a maradékokat előre meg lehet-e jósolni. Azok a maradékok amelyeket nem lehet megjósolni, kevés esélyt kínálnak a modell fejlesztésére a jelenlegi működési feltételek alapján. Azok a kifejezések, amelyek megjósolják a maradékokat, leendő kifejezések, amelyeket be kell építeni a modellbe annak teljesítményének javítása érdekében. 
A fenti modellinverziós technika alkalmazható módszerként annak eldöntésére, hogy egy modell javítható-e. Ebben az esetben a nem nulla kifejezések kiválasztása nem olyan fontos, és lineáris predikciót lehet elvégezni a regressziós mátrix sajátvektor és sajátértékeinek felhasználásával. Az értékeket ilyen módon meghatározva A-ban helyettesíteni kell a nemlineáris modellbe hogy felmérje a javításokat a modell hibákban. Jelentős javulás hiánya azt jelzi, hogy a rendelkezésre álló adatok nem képesek a jelenlegi modellformát a megadott paraméterek felhasználásával javítani. Extra paraméterek illeszthetők be a modellbe, hogy átfogóbb legyen a teszt.

## Fordítás
Ez a szócikk részben vagy egészben  a   Grey box model című angol Wikipédia-szócikk ezen változatának fordításán alapul.  Az eredeti cikk szerkesztőit annak laptörténete sorolja fel. Ez a jelzés csupán a megfogalmazás eredetét és a szerzői jogokat jelzi, nem szolgál a cikkben szereplő információk forrásmegjelöléseként.